# Kaali-Liiva
Kaali-Liiva is een plaats in de Estlandse gemeente Saaremaa, provincie Saaremaa. De plaats heeft de status van dorp (Estisch: küla).
Tot in oktober 2017 lag Kaali-Liiva in de gemeente Pihtla en heette het dorp Liiva. In die maand ging Pihtla op in de fusiegemeente Saaremaa. In de nieuwe gemeente lagen vijf dorpen die Liiva heetten. Het grootste daarvan bleef de naam Liiva houden. De andere vier werden omgedoopt in Kaali-Liiva, Kihelkonna-Liiva, Laugu-Liiva en Liivaranna. Kaali- werd toegevoegd omdat een buurdorp Kaali heet.

## Bevolking
Het dorp had 15 inwoners op 31 december 2011 en ook 15 inwoners op 31 december 2021.

## Geschiedenis
(Kaali-)Liiva is in de jaren twintig van de 20e eeuw afgesplitst van Kõljala. Tussen 1977 en 1997 maakte het dorp deel uit van het buurdorp Kaali.